# Pure Frosting
Pure Frosting è un album compilation dei The Presidents of the United States of America.  È stato pubblicato il 10 marzo 1998.
Era stato considerato l'ultimo album della band, visto che si erano separati nel 1998. Tuttavia ora non è più così visto che si sono riunificati e hanno pubblicato un nuovo album.
La traccia "Video Killer the Radio Star" è apparsa nella colonna sonora del film Prima o poi me lo sposo ed è una cover dei The Buggles.
Anche "Cleveland Rocks" è una cover. La canzone originale è di Ian Hunter ed è stata usata come tema musicale dello The Drew Carey Show.

## Lista delle tracce
1. Love Delicatessen – 4:12
2. Video Killed the Radio Star – 3:22
3. Mobile Home – 2:52
4. Japan – 2:30
5. Sunshine – 2:09
6. Back Porch (Live) – 3:30
  - Registrato dal vivo l'11 agosto 1996 ad Hordern Pavilion, a Sydney, in Australia
7. Man (Opposable Thumb) – 3:16
8. Tiki Lounge God – 3:10
9. Teenage Girl – 2:23
10. Slip Away – 2:44
11. Tremolo Blooz – 2:50
12. Cleveland Rocks– 2:33
13. Lump (Live) – 2:58
  - Registrato dal vivo il 5 novembre 1996 al The Virgin Megastore, a New York City
  - Seguita dalla traccia nascosta "Hot Carl" – 0:16

## Extra Frosting
L'edizione del tour australiano include il disco bonus chiamato Extra Frosting.
Tutte le canzoni sono di Chris Ballew e dei The Presidents of the United States of America, se non diversamente specificati.
1. Lump – 2:14
2. Tiki God – 2:58
3. Kick Out The Jams – 1:25 - (Michael Davis, Wayne Kramer, Fred "Sonic" Smith, Dennis Thompson, Robin Tyner)
4. Dune Buggy – 2:44
5. Peaches – 2:51
6. Mach 5 – 3:15
7. Kitty – 3:23
8. Ça Plane Pour Moi – 1:54 - (Yvea Lacomblez, Lou De Pryck)
9. Volcano – 2:58
10. Naked And Famous – 3:42